# قرار مجلس الأمن التابع للأمم المتحدة رقم 1841
قرار مجلس الأمن التابع للأمم المتحدة رقم 1841 المتخذ بالإجماع في 15 أكتوبر 2008.

## القرار
مطالبا أطراف النزاع في إقليم دارفور بالسودان بوقف جميع الأعمال العسكرية، مدد مجلس الأمن ولاية فريق الخبراء المعين لمراقبة حظر الأسلحة لمدة عام واحد.
وتصرف المجلس بموجب الفصل السابع الملزم من ميثاق الأمم المتحدة، فقد اتخذ بالإجماع القرار 1841 (2008)، وقرر تمديد ولاية الفريق المؤلف من أربعة أعضاء. المعين أصلاً بموجب القرار 1591 (2005) حتى 15 تشرين الأول / أكتوبر 2009.
وبموجب النص، طلب المجلس من الفريق إصدار ثلاثة تقارير خلال العام. كما طلب أن ينسق الفريق أنشطته مع قوة حفظ السلام المختلطة للأمم المتحدة والاتحاد الأفريقي، والمعروفة باسم يوناميد، وكذلك مع الجهود الدولية للتوصل إلى تسوية سياسية للنزاع، الذي تسبب في مقتل ما لا يقل عن 200 ألف شخص ونزوح مليونا شخص منذ اندلاع القتال في أوائل عام 2003، مما أدى إلى تأليب المتمردين ضد الحكومة السودانية والميليشيات المتحالفة معها.
في تقاريره الأخيرة، أشار الفريق لانتهاكات القرارات من قبل المتمردين والميليشيات والحكومة، وقال إن الحكومة استخدمت طائرات بيضاء في تحليقات جوية هجومية في دارفور، بما في ذلك في حالة واحدة على الأقل طائرة عليها شعار «الأمم المتحدة». وطالب المجلس في ديباجة القرار بوقف هذه الممارسات.
ودعا المجلس في قراراته الخاصة بالعقوبات جميع الدول إلى العمل على منع بيع أو توريد معدات عسكرية إلى المتحاربين وإبلاغ لجنة العقوبات بالأفراد الذين يعرقلون عملية السلام أو ينتهكون القانون الدولي أو مسؤولون عن الهجوم الجوي العسكري.

## روابط خارجية
- نص القرار في undocs.org